# آسیاب‌آبی شماره ۱
آسیاب آبی شماره ۱ مربوط به دوره قاجار است و در شهرستان گرمسار، بخش ایوانکی، غرب رودخانه اصلی شهر ایوانکی، داخل زمینهای مزروعی جنوب شهر ایوانکی واقع شده و این اثر در تاریخ ۲۶ اسفند ۱۳۸۷ با شمارهٔ ثبت ۲۶۰۷۱ به‌عنوان یکی از آثار ملی ایران به ثبت رسیده است.